# Elias Unonius
Mårten Elias Unonius, född 7 september 1879 i Malmö, död 11 mars 1907 i Ljunghusen, Skåne, var en svensk kontorist, målare och tecknare.
Han var son till sjökaptenen Carl Elias Unonius och hans hustru Carolina Wilhelmina och gift 1899–1902 med Ellen Margareta Amalia Ljunggren samt far till Aja Unonius. Han studerade en kortare tid vid Det Kongelige Danske Kunstakademi i Köpenhamn under slutet av 1890-talet och var vid sidan av sitt konstnärskap anställd som kontorist i Malmö. Unonius är begravd på Sankt Pauli mellersta kyrkogård i Malmö. 